# Marjeta Šašel Kos
Marjeta Šašel Kos, née le 20 avril 1954, est une archéologue et épigraphiste slovène, spécialiste de la protohistoire et de l'histoire ancienne de la Slovénie et des pays voisins.

## Biographie
Marjeta Šašel Kos est la fille de l'archéologue et historien Jaroslav Šašel (1924-1988) et de la philologue et bibliothécaire Ana Šašel (1921–2001). Elle a fait ses études à l'université de Ljubljana et obtenu sa maîtrise en archéologie en 1980 et son doctorat en philologie classique en 1989.
Elle a été boursière à la British School at Athens en 1974-1976.
À partir de 1987, elle est chercheuse à l'institut d'archéologie de l'Académie slovène des sciences et des arts (ZRC SASU). Elle a été rédactrice en chef de la revue publiée par cet institut,  Arheološki vestnik, principale revue archéologique de Slovénie. Elle a été membre du comité éditorial de la revue italienne Aquileia Nostra.
Elle a reçu en 2006 la médaille d'or du Centre de recherche scientifique de l'Académie slovène des sciences et des arts (ZRC SAZU). Elle est membre du Comité de l'Association internationale d'épigraphie grecque et latine, membre correspondant de l'Institut autrichien d'archéologie à Vienne (Österreichisches Archäologisches Institut) et de l'Institut archéologique allemand (Deutsches Archäologisches Institut) à Berlin.

## Publications
- Inscriptiones Latinae in Graecia repertae. Additamenta ad CIL III (coll. « Epigrafia e antichità », 5), Bologna, 1979.
- A Historical Outline of the Region between Aquileia, the Adriatic, and Sirmium in Cassius Dio and Herodian / Zgodovinska pdoba prostora med Akvilejo, Jadranom in Sirmijem pri Kasiju Dionu in Herodijanu, Ljubljana, 1986.
- The Roman Inscriptions in the National Museum of Slovenia / Lapidarij Narodnega muzeja Slovenije (coll. « Situla », 35), Ljubljana, 1997.
- Pre-Roman Divinities of the Eastern Alps and Adriatic (coll. « Situla », 38), Ljubljana, 1999.
- Appian and Illyricum (coll. « Situla », 43), Ljubljana, 2005.
- V srcu rimskega imperija. Zgodovina slovenskega prostora v antiki do vlade Maksimina Tračana (« Zbirka Zgodovinskega časopisa », 51), Ljubljana, 2020.

Pour une liste plus large de ses publications, voir sa notice sur le site de l'institut d'archéologie de l'Académie slovène des sciences et des arts (ZRC SASU).